# Elaphoidella laciniata
Elaphoidella laciniata is een eenoogkreeftjessoort uit de familie van de Canthocamptidae. De wetenschappelijke naam van de soort is voor het eerst geldig gepubliceerd in 1911 door Douwe.